# Sarah A.L. Smith
Sarah A.L. Smith ( 1971 ) es una botánica, y curadora inglesa, desarrollando actividades académicas en Kew Gardens.

## Algunas publicaciones

### Libros
- sarah a.l. Smith, jonathan Stansbie. 2003. Flora of Tropical East Africa - Alliaceae. Vol. 214. Ed. CRC Press, 286 pp. ISBN 9058094162, ISBN 9789058094162

- david john n. Hind, henk Beentje, sarah a.l. Smith. 1996. Proceedings of the International Compositae Conference, Kew, 1994, Volumen 1. Edición ilustrada de Royal Botanic Gardens, 689 pp.

- La abreviatura «S.A.L.Sm.» se emplea para indicar a Sarah A.L. Smith como autoridad en la descripción y clasificación científica de los vegetales.[1]